# Charles Gilbert Tardieu
Pour les articles homonymes, voir Tardieu (patronyme).
Charles Gilbert Tardieu est un juriste et homme politique français, né le 18 juin 1810 à Messeix et mort le 11 juin 1889 à Herment.

## Biographie
Fils de Jean Joseph Tardieu (1781-1862), négociant, originaire de Saint-Étienne-les-Orgues, qui vient s'établir dans le Puy-de-Dôme en 1809, et de sa seconde épouse, Marie Catherine Mornac (1788-1867), il nait le 18 juin 1810 au domicile de ses parents situé à Messeix.
Il épouse, le 25 octobre 1838, à Herment, Marie Peyronnet (1820-1895), fille de François Félix Peyronnet et de Jeanne Hugon, avec laquelle il aura trois enfants :
- Jean Joseph Félix Ambroise (1840-1912), historiographe, archéologue et généalogiste,
- Félix Charles Marie, dit Amédée (1841-1920), médecin, conseiller général du Puy-de-Dôme pour le canton d'Herment et maire d'Aurières,
- Marie Jeanne Victorine (1847-1853)

Son fils, Ambroise, découvre, en 1882, les vestiges de la ville gallo-romaine de Beauclair, à Voingt, près d'Herment, ancienne station de la voie romaine d'Augustonemetum à Lemovicum (Limoges). Il en dirige les fouilles entreprises par ce dernier.
Il décède le 11 juin 1889, en son domicile situé à Herment, à l'âge de 78 ans.
Sa tombe porte l'épitaphe suivante : Père des pauvres, il aima le peuple et beaucoup le bien public !

## Carrière judiciaire
Il étudie à la Faculté de droit de Paris où il est accueilli (Ambroise Tardieu, son fils, dans ses voyages à travers l'Europe et l'Afrique d'un archéologue-historiographe suivis des souvenirs de la vie de l'auteur, dira "élevé"), par le graveur, Ambroise Tardieu, son parent. 
Il vient s'installer à Clermont-Ferrand, en achetant, en 1838, une des plus importantes études d'avoué de la ville.

## Carrière politique
Il est élu conseiller dans l'arrondissement d'Herment, le 11 décembre 1842, en remplacement de Monsieur Peyronnet, son oncle. Il assurera ses fonctions jusqu'aux élections de 1848.
Nommé adjoint à la mairie d'Herment, le 21 mars 1848, il est élu maire de ladite ville, par vote de la commune, en date du 24 septembre suivant. Son mandat est essentiellement marqué par la restauration des rues et des chemins environnants qui jusqu'alors étaient quasiment impraticables.
Il démissionne de ses fonctions, le 9 février 1851.